# Corinna Wissels
Corinna M. Wissels (Luxemburg, 15 november 1963) is een Nederlands jurist en staatsraad bij de Afdeling bestuursrechtspraak van de Raad van State.
Wissels groeide op in Luxemburg, waar haar vader werkzaam was als econoom bij de Hoge Autoriteit van de Europese Gemeenschap voor Kolen en Staal. Ze volgde de European School te Luxemburg en studeerde vervolgens rechten aan de Universiteit Leiden van 1981 tot 1986, met als specialisatie het internationaal en Europees recht. Aansluitend behaalde ze nog een diplome des études approfondies aan de Universiteit Pantheon-Assas (Parijs II). In 1987 werd ze advocaat bij Loeff Claeys Verbeke Sorel, eerst te Amsterdam en later te Rotterdam en Brussel. Vanaf 1993 was ze advocaat te Moskou, eerst bij het Franse kantoor Gide Loyrette Nouel en vervolgens bij Baker McKenzie. Na haar terugkeer uit Moskou doceerde ze enige tijd Russisch recht aan de Universiteit Leiden, waarna ze in 2000 advocaat werd bij Pels Rijcken & Droogleever Fortuijn te Den Haag, het kantoor van de landsadvocaat. 
In 2001 stapte ze over naar het Ministerie van Buitenlandse Zaken als senior jurist Europees recht, en in 2007 werd ze hoofd van de afdeling Europees recht na het vertrek van Hanna Sevenster naar de Raad van State. Met ingang van 1 maart 2013 werd Wissels zelf ook benoemd tot staatsraad; als hoofd van de afdeling Europees recht werd ze opgevolgd door Mielle Bulterman. Sinds 2009 was ze reeds raadsheer-plaatsvervanger bij het College van Beroep voor het bedrijfsleven. In 2020 werd Wissels benoemd tot een van de voorzitters van het arbitragepanel voor het Terugtrekkingsakkoord EU-VK. Van 2018 tot 2021 was ze voorzitter van de Fédération International pour le Droit Européen (FIDE); in die hoedanigheid was ze ook verantwoordelijk voor de organisatie van het XXIXe FIDE-congres in Den Haag in 2021. Ze was ook lange tijd voorzitter van de Nederlandse Vereniging voor Europees Recht (NVER); de Corinna Wissels-scriptieprijs voor beste scriptie over het Europees recht die jaarlijks door de NVER wordt uitgereikt is naar haar genoemd.
Leden:
Koning der Nederlanden · 
Th.C. de Graaf (vice-president) · 
R. Uylenburg (voorzitter ABRvS) · 
J.E.M. Polak · 
H.G. Sevenster ·  
L.F.M. Verhey ·  
B.P. Vermeulen 

Staatsraden: 
C.H.M. van Altena ·
T. Avedissian* ·
H.J.M. Baldinger · 
A.W.M. Bijloos · 
J.C. Boeree* ·
C.J. Borman ·
J.H. van Breda ·
B.J. Bruins ·
K.M. Buitenweg ·
W.D. Bult-Spiering ·  
E.J. Daalder ·
J.Th. Drop · 
V.V. Essenburg · 
B.J. van Ettekoven · 
M.W.C. Feteris* ·
J.J.W.P. van Gastel · 
F.H.G. de Grave · 
J.W. van de Gronden* ·
G. de Groot* ·
J.F. de Groot · 
J. Gundelach ·
G.J.J. Heerma van Voss ·
S.J.C. Hemels · 
M. den Heijer · 
J. Hoekstra · 
G.J.H. Houtzagers · 
G.T.J.M. Jurgens ·
M.M. Kaajan · 
P.H.A Knol · 
R.W.L. Koopmans* · 
A. Kuijer · 
C.C.W. Lange ·
B. Meijer ·
E.A. Minderhoud ·
A.J.C. de Moor-van Vugt ·
J.M.L. Niederer ·
A.G.A. Nijmeijer* ·
W. den Ouden · 
J.C.A. de Poorter · 
B.P.M. van Ravels · 
J. Schipper-Spanninga ·  
J.A.W. Scholten-Hinloopen ·
C.H. Sieburgh* ·
N.J. Schrijver ·
Th.G.M. Simons* · 
G. Snijders* ·
M. Soffers · 
G. Snijders* · 
E. Steendijk ·
A.L.J. van Strien* · 
R.J.M. van den Tweel ·
A. ten Veen · 
G.O. van Veldhuizen ·
H.C.P. Venema ·
D.A. Verburg ·
N. Verheij · 
M.B. Vos ·
P.J. Wattel* ·
R.J.G.M. Widdershoven* ·
J.M. Willems · 
C.M. Wissels · 
S.F.M. Wortmann · 
R. van Zwol 
(*staatsraad in buitengewone dienst)

Staatsraad van het Koninkrijk:
M.G.M. Schwengle (Aruba) · P.R.J. Comenencia (Curaçao) · M.C. van der Sluijs-Plantz (Sint Maarten)